# معركة بيشاور (1001)
معركة بيشاور وقعت في 27 نوفمبر 1001 بين الغزنويين بقيادة جيش السلطان محمود بن سُبُكْتِكِيْن (محمود الغزنوي) ضد مملكة شاهات الهندوس بقيادة جيش جايبالا قرب بيشاور. هُزم جايابالا وأسر، ونتيجة لإذلال الهزيمة، قام في وقت لاحق بقتل نفسه في المحرقة الجنائزية. هذه المعركة هي الأولي من سلسلة المعارك الرئيسية في توسيع الدولة الغزنوية في شبه القارة الهندية بقيادة محمود الغزنوي.

## الخلفية
في 962، ألب تكين قد كان غلام تركي أو جندي مملوك الذي وصل أن يكون قائد الجيش في خراسان في خدمة السامانيين بالاستيلاء علي غزنة وتعيين نفسه الحاكم هناك. بدأ خلفه سُبُكْتِكِيْن بالتوسع بقوة في محيط دولته، واستولى على قندهار أولاً، ثم بدأ صراع مع مملكة شاهات الهندوسية. جايبالا حاكم مملكة شاهات الهندوسية هاجم سُبُكْتِكِيْن، لكنه هزم، ثم مرة أخرى لاحقا عندما تم ضرب جيشه الذي حجمه يفوق 100000. نهبت لغمان وضم الغزنويين كابول و «جلال آباد» لأراضيهم. في عام 997، اعتلى محمود العرش في غزنة، وتعهد بغزو الهند كل عام حتى وصل شمال الأراضي. في 1001 وصل إلى بيشاور مع مجموعة مختارة من 15,000 من الفرسان وكتيبة كبيرة من المشاة.

## معركة
وقد قدم سرد للمعركة بين الغزاة الغزنويين التركيين ومملكة شاهات الهندوس من قبل العتبي في تاريخ اليميني. قام محمود بنصب خيمته خارج المدينة عند الوصول إلى بيشاور. تجنب جايابالا الاشتباك لبعض الوقت في انتظار التعزيزات، واتخذ محمود قرار الهجوم بالسيوف والسهام والرماح. نقل جايابالا سلاح الفرسان والأفيال لجذب خصمه، لكن جيشه تعرض للهزيمة بشكل حاسم.
وفقا للمصادر، تم أسر جايابالا مع أفراد من عائلته، وأخذت زينة شخصية قيمة من السجناء، بما في ذلك قلادة ذات قيمة كبيرة من جايابالا. تراوحت أرقام الموت الهندوسي من 5000 إلى 15000، وقيل أن خمسمائة ألف أسرى. انطلاقا من الزخارف الشخصية التي أخذت من الهندوس المحتجزين، لم يكن جيش جايابالا مستعدًا للمعركة، كما تم أسر الآلاف من الأطفال أيضًا.

## بعد
كان جايابالا ملتزمًا ومُعرضًا، وتم دفع فدية كبيرة مقابل الإفراج عن أفراد عائلته. شعر جايابالا بالهزيمة بأن تكون إهانة كبيرة، وفي وقت لاحق بنى بنفسه محرقة جنائزية وأضاءها وألقى بنفسه في النار.
بعد ذلك، غزا محمود منطقة أعالي السند، ثم في عام 1009، هٌزم أناندبالا ابن جايبالا بمعركة تشاش. ثم استولي علي لاهور وملتان، مما أتاح له السيطرة على منطقة البنجاب.